# Златоглав манакин
Златоглавите манакини (Ceratopipra erythrocephala) са вид дребни птици от семейство Манакинови (Pipridae).

## Разпространение
Разпространени са в екваториалните гори на Южна Америка, северно от реките Амазонка и Укаяли.

## Описание
Достигат до дължина 9,4 сантиметра и маса 12,5 грама, като възрастните мъжки са черни с яркожълта глава, а женските и младите птици са маслиненозелени.